# Умовна ентропія

Діаграма Венна, що показує адитивні та різницеві відношення серед різних мір інформації, пов'язаних із корельованими змінними та. Область, яка міститься в обох колах, є спільною ентропією. Коло ліворуч (червоний і фіолетовий) є особистою ентропією, в якому червоне є умовною ентропією. Коло праворуч (синій та фіолетовий) є, а синє в ньому є. Фіолетове є взаємною інформацією.

В теорії інформації умо́вна ентропі́я (або ухи́льність, англ. conditional entropy, equivocation) — це оцінка кількості інформації, необхідної, щоб описати вихід випадкової змінної {\displaystyle Y}, враховуючи, що значення іншої випадкової змінної {\displaystyle X} є відомим. Тут інформація вимірюється в шеннонах, натах або гартлі. Ентропія {\displaystyle Y}, обумовлена {\displaystyle X} записується як {\displaystyle \mathrm {H} (Y|X)}.

## Означення
Нехай {\displaystyle \mathrm {H} (Y|X=x)} є ентропією дискретної випадкової змінної {\displaystyle Y}, обумовленою набуванням дискретною випадковою змінною {\displaystyle X} певного значення {\displaystyle x}. Нехай {\displaystyle Y} має функцію маси ймовірності {\displaystyle p_{Y}{(y)}}. Безумовна ентропія {\displaystyle Y} обчислюється як {\displaystyle \mathrm {H} (Y):=\mathbb {E} [\operatorname {I} (Y)]}, тобто,
{\displaystyle \mathrm {H} (Y)=\sum _{i=1}^{n}{\mathrm {Pr} (Y=y_{i})\,\mathrm {I} (y_{i})}=-\sum _{i=1}^{n}{p_{Y}(y_{i})\log _{2}{p_{Y}(y_{i})}},}
де {\displaystyle \operatorname {I} (y_{i})} є інформаційним вмістом набування результатом {\displaystyle Y} значення {\displaystyle y_{i}}. Ентропію {\displaystyle Y}, обумовлену набуванням випадковою змінною {\displaystyle X} значення {\displaystyle x}, визначено аналогічно до умовного математичного сподівання:
{\displaystyle \mathrm {H} (Y|X=x)=\mathbb {E} [\operatorname {I} (Y)|X=x]=-\sum _{i=1}^{n}{\Pr(Y=y_{i}|X=x)\log _{2}{\Pr(Y=y_{i}|X=x)}}.}
{\displaystyle \mathrm {H} (Y|X)} є результатом усереднювання {\displaystyle \mathrm {H} (Y|X=x)} над усіма можливими значеннями {\displaystyle x}, що їх може набувати {\displaystyle X}.
Для заданих дискретних випадкових змінних {\displaystyle X} з носієм {\displaystyle {\mathcal {X}}} та {\displaystyle Y} з носієм {\displaystyle {\mathcal {Y}}} умовну ентропію {\displaystyle Y} відносно {\displaystyle X} визначають як зважену суму {\displaystyle \mathrm {H} (Y|X=x)} для кожного з можливих значень {\displaystyle x} із застосуванням {\displaystyle p(x)} як вагових коефіцієнтів::15
{\displaystyle {\begin{aligned}\mathrm {H} (Y|X)\ &\equiv \sum _{x\in {\mathcal {X}}}\,p(x)\,\mathrm {H} (Y|X=x)\\&=-\sum _{x\in {\mathcal {X}}}p(x)\sum _{y\in {\mathcal {Y}}}\,p(y|x)\,\log \,p(y|x)\\&=-\sum _{x\in {\mathcal {X}}}\sum _{y\in {\mathcal {Y}}}\,p(x,y)\,\log \,p(y|x)\\&=-\sum _{x\in {\mathcal {X}},y\in {\mathcal {Y}}}p(x,y)\log \,p(y|x)\\&=-\sum _{x\in {\mathcal {X}},y\in {\mathcal {Y}}}p(x,y)\log {\frac {p(x,y)}{p(x)}}.\\&=\sum _{x\in {\mathcal {X}},y\in {\mathcal {Y}}}p(x,y)\log {\frac {p(x)}{p(x,y)}}.\\\end{aligned}}}
Примітка: Зрозуміло, що вирази {\displaystyle 0\log 0} та {\displaystyle 0\log c/0} для фіксованих {\displaystyle c>0} слід вважати рівними нулеві. 

## Властивості

### Нульова умовна ентропія
{\displaystyle \mathrm {H} (Y|X)=0} якщо і лише якщо значення {\displaystyle Y} повністю визначається значенням {\displaystyle X}.

### Умовна ентропія незалежних випадкових змінних
І навпаки, {\displaystyle \mathrm {H} (Y|X)=\mathrm {H} (Y)} якщо і лише якщо {\displaystyle Y} та {\displaystyle X} є незалежними випадковими змінними.

### Ланцюгове правило
Припустімо, що об'єднана система, яку визначають дві випадкові змінні {\displaystyle X} та {\displaystyle Y}, має спільну ентропію {\displaystyle \mathrm {H} (X,Y)}, тобто, нам потрібно в середньому {\displaystyle \mathrm {H} (X,Y)} біт інформації, щоби описати її точний стан. Тепер, якщо ми спочатку дізналися значення {\displaystyle X}, ми отримали {\displaystyle \mathrm {H} (X)} біт інформації. Щойно {\displaystyle X} стало відомим, нам потрібно лише {\displaystyle \mathrm {H} (X,Y)-\mathrm {H} (X)} біт, щоб описати стан системи в цілому. Ця величина в точності дорівнює {\displaystyle \mathrm {H} (Y|X)}, що дає нам ланцюгове правило умовної ентропії:
{\displaystyle \mathrm {H} (Y|X)\,=\,\mathrm {H} (X,Y)-\mathrm {H} (X).}:17
Ланцюгове правило випливає з вищенаведеного означення умовної ентропії:
{\displaystyle {\begin{aligned}\mathrm {H} (Y|X)&=\sum _{x\in {\mathcal {X}},y\in {\mathcal {Y}}}p(x,y)\log \left({\frac {p(x)}{p(x,y)}}\right)\\[4pt]&=-\sum _{x\in {\mathcal {X}},y\in {\mathcal {Y}}}p(x,y)\log(p(x,y))+\sum _{x\in {\mathcal {X}},y\in {\mathcal {Y}}}{p(x,y)\log(p(x))}\\[4pt]&=\mathrm {H} (X,Y)+\sum _{x\in {\mathcal {X}}}p(x)\log(p(x))\\[4pt]&=\mathrm {H} (X,Y)-\mathrm {H} (X).\end{aligned}}}
В загальному випадку ланцюгове правило для декількох випадкових змінних стверджує, що
{\displaystyle \mathrm {H} (X_{1},X_{2},\ldots ,X_{n})=\sum _{i=1}^{n}\mathrm {H} (X_{i}|X_{1},\ldots ,X_{i-1})}:22
Воно має вигляд, подібний до ланцюгового правила в теорії ймовірностей, за винятком того, що замість множення використовується додавання.

### Правило Баєса
Правило Баєса для умовної ентропії стверджує, що
{\displaystyle \mathrm {H} (Y|X)\,=\,\mathrm {H} (X|Y)-\mathrm {H} (X)+\mathrm {H} (Y).}
Доведення. {\displaystyle \mathrm {H} (Y|X)=\mathrm {H} (X,Y)-\mathrm {H} (X)} і {\displaystyle \mathrm {H} (X|Y)=\mathrm {H} (Y,X)-\mathrm {H} (Y)}. Через симетрію, {\displaystyle \mathrm {H} (X,Y)=\mathrm {H} (Y,X)}. Віднімання цих двох рівнянь має наслідком правило Баєса.
Якщо {\displaystyle Y} є умовно незалежною від {\displaystyle Z} за заданої {\displaystyle X}, то ми маємо
{\displaystyle \mathrm {H} (Y|X,Z)\,=\,\mathrm {H} (Y|X).}

### Інші властивості
Для будь-яких {\displaystyle X} та {\displaystyle Y}
{\displaystyle {\begin{aligned}\mathrm {H} (Y|X)&\leq \mathrm {H} (Y)\,\\\mathrm {H} (X,Y)&=\mathrm {H} (X|Y)+\mathrm {H} (Y|X)+\operatorname {I} (X;Y),\qquad \\\mathrm {H} (X,Y)&=\mathrm {H} (X)+\mathrm {H} (Y)-\operatorname {I} (X;Y),\,\\\operatorname {I} (X;Y)&\leq \mathrm {H} (X),\,\end{aligned}}}
де {\displaystyle \operatorname {I} (X;Y)} є взаємною інформацією {\displaystyle X} та {\displaystyle Y}.
Для незалежних {\displaystyle X} та {\displaystyle Y}
{\displaystyle \mathrm {H} (Y|X)=\mathrm {H} (Y)} та {\displaystyle \mathrm {H} (X|Y)=\mathrm {H} (X)\,}
Хоча конкретно-умовна ентропія {\displaystyle \mathrm {H} (X|Y=y)} і може бути або меншою, або більшою за {\displaystyle \mathrm {H} (X)} для заданої випадкової варіати {\displaystyle y} змінної {\displaystyle Y}, але {\displaystyle \mathrm {H} (X|Y)} ніколи не може перевищувати {\displaystyle \mathrm {H} (X)}.

## Умовна диференціальна ентропія

### Означення
Наведене вище означення є для дискретних випадкових змінних, але в випадку неперервних випадкових змінних воно чинним не є. Неперервну версію дискретної умовної ентропії називають умовною диференціальною (або неперервною) ентропією (англ. conditional differential (continuous) entropy). Нехай {\displaystyle X} та {\displaystyle Y} є неперервними випадковими змінними з функцією густини спільної ймовірності {\displaystyle f(x,y)}. Диференціальну умовну ентропію {\displaystyle h(X|Y)} означують як
{\displaystyle h(X|Y)=-\int _{{\mathcal {X}},{\mathcal {Y}}}f(x,y)\log f(x|y)\,dxdy}.:249

### Властивості
На противагу до умовної ентропії дискретних випадкових змінних, умовна диференціальна ентропія може бути від'ємною.
Як і в дискретному випадку, для диференціальної ентропії існує ланцюгове правило:
{\displaystyle h(Y|X)\,=\,h(X,Y)-h(X)}:253
Зауважте, проте, що це правило може не виконуватися, якщо залучені диференціальні ентропії не існують, або є нескінченними.
Спільну диференціальну ентропію також використано в означенні взаємної інформації між неперервними випадковими змінними:
{\displaystyle \operatorname {I} (X,Y)=h(X)-h(X|Y)=h(Y)-h(Y|X)}
{\displaystyle h(X|Y)\leq h(X)}, з рівністю якщо і лише якщо {\displaystyle X} та {\displaystyle Y} є незалежними.:253

### Стосунок до похибки оцінювача
Умовна диференціальна ентропія дає нижню межу математичного сподівання квадратичної похибки оцінювача. Для будь-якої випадкової змінної {\displaystyle X}, спостереження {\displaystyle Y} та оцінювача {\displaystyle {\widehat {X}}} виконується наступне::255
{\displaystyle \mathbb {E} \left[{\bigl (}X-{\widehat {X}}{(Y)}{\bigr )}^{2}\right]\geq {\frac {1}{2\pi e}}e^{2h(X|Y)}}
Це стосується принципу невизначеності в квантовій механіці.

## Узагальнення до квантової теорії
У квантовій теорії інформації умовна ентропія узагальнюється до умовної квантової ентропії. Остання, на відміну від свого класичного аналога, може набувати від'ємних значень.